# See My Friends (album)
See My Friends je studiové album, které nahrál Ray Davies ve spolupráci s dalšími umělci. Bylo vydáno 1. listopadu 2010 v Evropě a začátkem roku 2011 v USA. Album obsahuje nové studiové spolupráce na skladbách Raye Daviese, které byly původně nahrány jeho kapelou The Kinks.

## Seznam skladeb
Autorem všech skladeb je Ray Davies.
| Pořadí | Název                                  | Spolupráce                | Délka |
| ------ | -------------------------------------- | ------------------------- | ----- |
| 1.     | Better Things                          | Bruce Springsteen         | 3:12  |
| 2.     | Celluloid Heroes                       | Jon Bon Jovi              | 5:18  |
| 3.     | Days/This Time Tomorrow                | Mumford & Sons            | 4:17  |
| 4.     | A Long Way from Home                   | Lucinda Williams a The 88 | 2:15  |
| 5.     | You Really Got Me                      | Metallica                 | 2:15  |
| 6.     | Lola                                   | Paloma Faith              | 4:32  |
| 7.     | Waterloo Sunset                        | Jackson Browne            | 4:06  |
| 8.     | Till the End of the Day                | Alex Chilton a The 88     | 2:40  |
| 9.     | Dead End Street                        | Amy Macdonald             | 3:29  |
| 10.    | See My Friends                         | Spoon                     | 4:00  |
| 11.    | This Is Where I Belong                 | Black Francis             | 3:02  |
| 12.    | David Watts                            | The 88                    | 2:20  |
| 13.    | Tired of Waiting for You               | Gary Lightbody            | 2:49  |
| 14.    | All Day and All of the Night/Destroyer | Billy Corgan              | 3:54  |

| Mezinárodní vydání | Mezinárodní vydání | Mezinárodní vydání | Mezinárodní vydání |
| Pořadí             | Název              | Spolupráce         | Délka              |
| ------------------ | ------------------ | ------------------ | ------------------ |
| 15.                | Victoria           | Mando Diao         | 3:18               |